# Thomas Russell Crampton

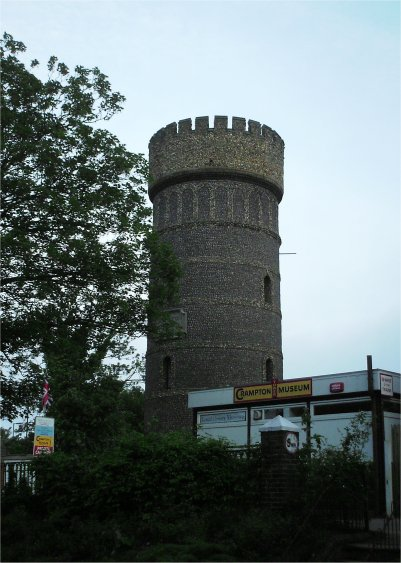
Cramptonem postavená vodárna

Thomas Russell Crampton (6. srpna 1816, Broadstairs, Anglie – 19. dubna 1888, Westminster) byl anglický inženýr a konstruktér lokomotiv.

## Život
Crampton již ve věku 18 let navrhl parou poháněný vůz.
V letech 1839 až 1844 byl asistentem I. K. Brunela a Daniela Goocha z britské Great Western Railway. V roce 1843 si Crampton nechal patentovat svou konstrukci lokomotivy. Tento typ lokomotivy našel uplatnění především ve Francii u Compagnie du Nord.
V roce 1851 položil Crampton první funkční podmořský telegrafní kabel mezi Doverem a Calais.
O rok později převzal Crampton spolu se svým společníkem Sirem Charlesem Foxem smluvně zásobování města Berlína tekoucí vodou. K tomu založil akciovou společnost Berliner-Waterworks-Company a obdržel koncesi ke stavbě vodovodů a čerpacích stanic.
V roce 1855 byly Cramptonovy zásluhy oceněny Napoleonem III. jmenováním důstojníkem Čestné legie. O třicet let později byl Crampton povýšen do rytířského stavu.
Crampton navrhl automatický hydraulický tunelovací štít (tunnel boring machine), který měl být určen ke stavbě tunelu pod Lamanšským průlivem. Tento vynález umožnil vznik moderních razících technik.